# АСЧ-03 «Чернигов»
АСЧ-03 «Чернигов» — автобус на деревянном каркасе, выпускавшийся Черниговским заводом специального автотранспорта с 1976 года по 1998 год.

## История создания
Разработан на основе конструкции автобуса АСЧ-02, который заменил в производстве с 1976 года. Технология производства новой версии автобуса изменилась мало, каркас автобуса оставался деревянным, единственным внешним изменением можно считать отсутствие треугольных окон и козырёк вентиляции салона над лобовым стеклом. Количество производимых автобусов увеличилось по сравнению с предыдущей версией и составило 18 автобусов в месяц.
В 1976 году завод начал выпускать автобусы с металлическим каркасом из труб. Ввод металлического каркаса изменил внешний вид автобуса. Среди прочего задние окна АСЧ-03 на металлическом каркасе стали сходны с лобовым, исчез козырёк вентиляции, решётка радиатора стала прямоугольной. Производство выросло сначала до 50 автобусов в месяц, а уже через год до 100.
В 1983 году после аттестации производства для снижения себестоимости автобуса провели модернизацию корпуса, которая привела к небольшому изменению внешнего вида автобусов. В этом же году для советских войск в Венгрии министерством обороны было заказано большое количество автобусов этого типа.
Следующий этап модернизации производства привёл к изменению толщины металлического корпуса с 1 мм на 0,7 мм. Благодаря этому изменению стала возможна боковая штамповка на корпусе автобуса, которая изменила внешний вид автобуса. Стали выпускаться как пассажирские, так и грузопассажирские автобусы.
В 1980-е годы, модель АСЧ-03 производил ещё один завод в УССР — Запорожский экспериментальный завод транспортных средств (ЗЭЗТС, Запорожская область). На стыке 80х и 90х годов ЗЭЗТС снял с производсва черниговскую модель и начал производить свою собственную модель ТС-3965.
После приватизации в 1997 году ЧЗСА выпустил новый вариант автобуса АСЧ-03-98 на 24 пассажирских места с дизельным двигателем. Этот вариант автобуса отличался панорамными стёклами и улучшенным салоном и был отмечен дипломом на международной выставке в 1998 году. Производство автобуса было прекращено в том же, 1998 году, и завод перешёл на производство фургонов и автолетучек.

## В искусстве
Автобус АСЧ-03 «Чернигов» «снимался» в одной из главных ролей в фильме «Бродячий автобус», где перевозил артистов провинциального театра. Водителем автобуса неправильно был назван «Кубанью». Так же, автобус этой модели использовался в детском тележурнале «Ералаш», в эпизоде «Поганки».

## Автотранспорт на базе АСЧ-03
На базе АСЧ-03 с деревянным корпусом были построены грузопассажирские фургоны ТОМЗ-66, которые предназначались для перевозки кинооператоров и оборудования. По классификации автобазы «Мосфильма» они назывались "Газ 53 -«Камерваген». Другой подобный спецавтомобиль имел название "Газ 53 — «Пиротехника» и предназначался для перевозки пиротехнических средств и оружия, используемых при киносъёмках. Также на базе АСЧ-03 были созданы УПАЗ-66, передвижные студии звукозаписи и передвижные кинопроекционные установки.
В начале 70-х годов был создан образец автобуса АСЧ-04. АСЧ-04 был цельнометаллическим и должен был прийти на смену устаревшему АСЧ-03 с деревянным корпусом. В серию АСЧ-04 не вышел, но послужил прототипом АСЧ-03 с металлическим корпусом. Также АСЧ-04 послужил прототипом более чем 12 модификациям для грузопассажирского транспорта: ТОМ — для перевозки кинооператоров и оборудования, АСТ — для перевозки светотехнического оборудования, БАП-2 — для перевозки пиротехники, АОП — для перевозки оружия и пиротехники и другие.
Также АСЧ-03 был в отдельных случаях модифицирован в фургон с термокузовом «Тюлень» с двумя спальными местами и «Морж» без спальных мест, косметический и стоматологический кабинеты. Также АСЧ-03 использовался дорожниками. Существовали также удлинённые версии АСЧ-03 на 26 пассажирских мест.

## Галерея

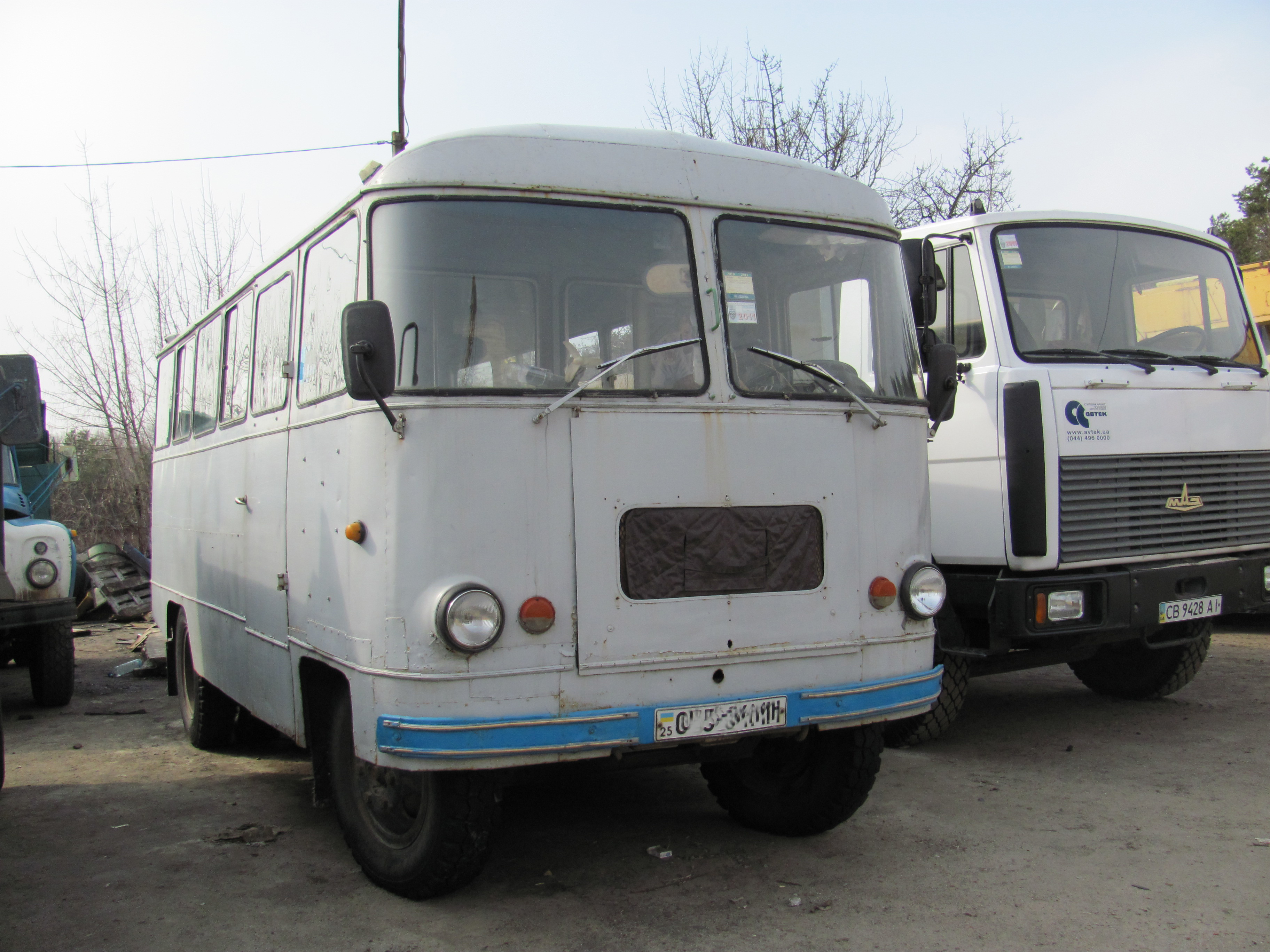
АСЧ-03
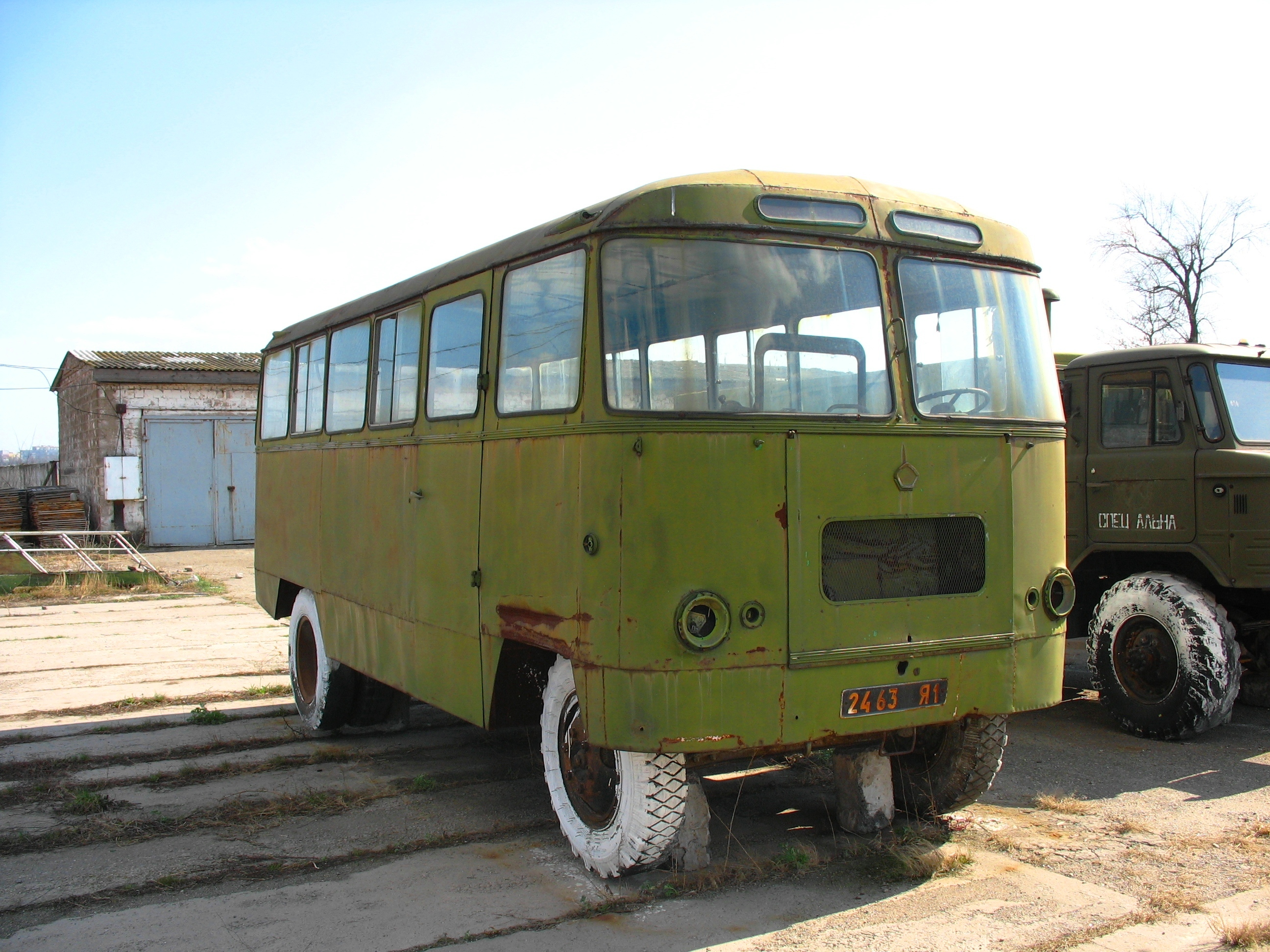
АСЧ-03 в военной части
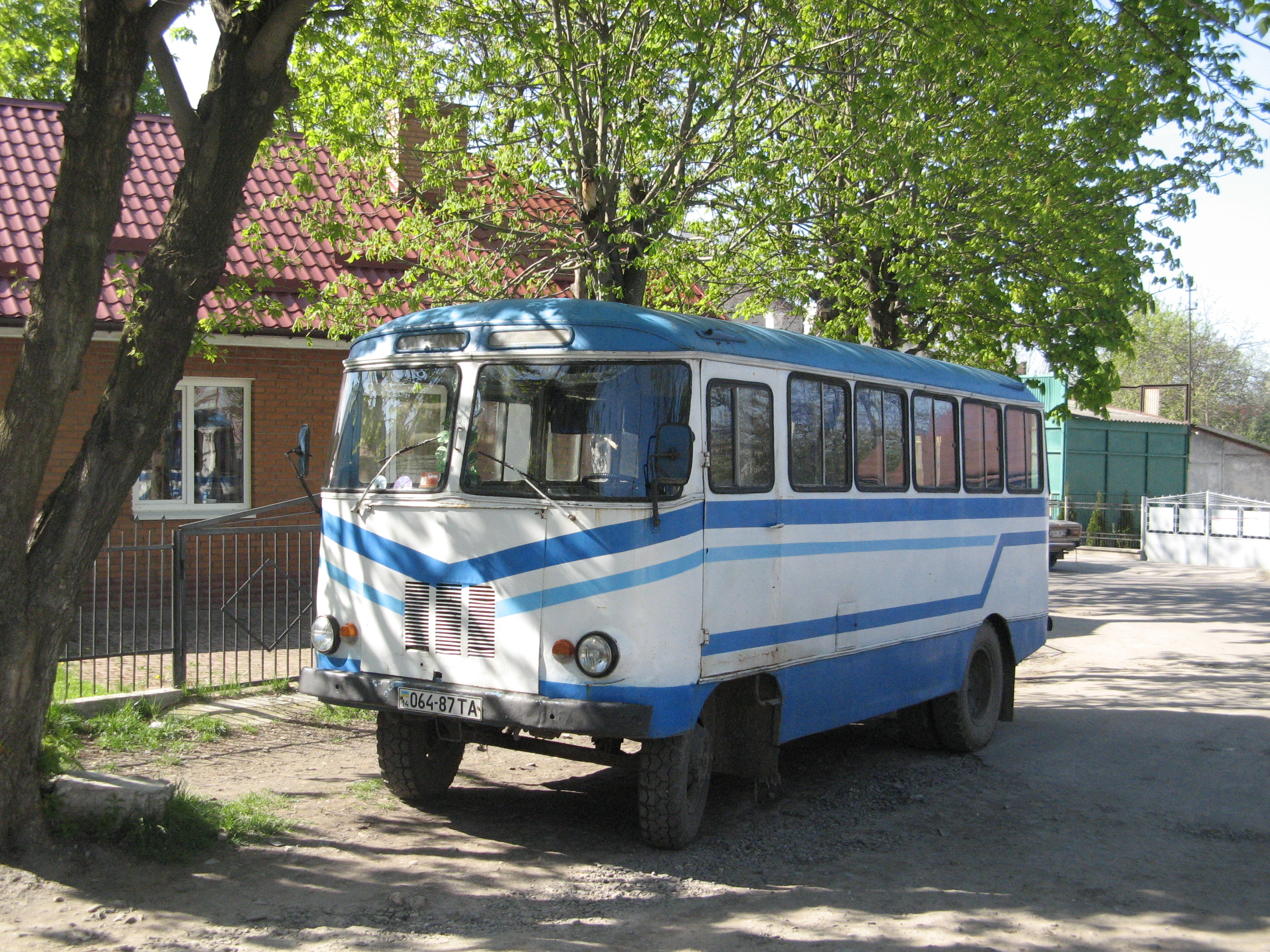
АСЧ-03 в нетипичной окраске
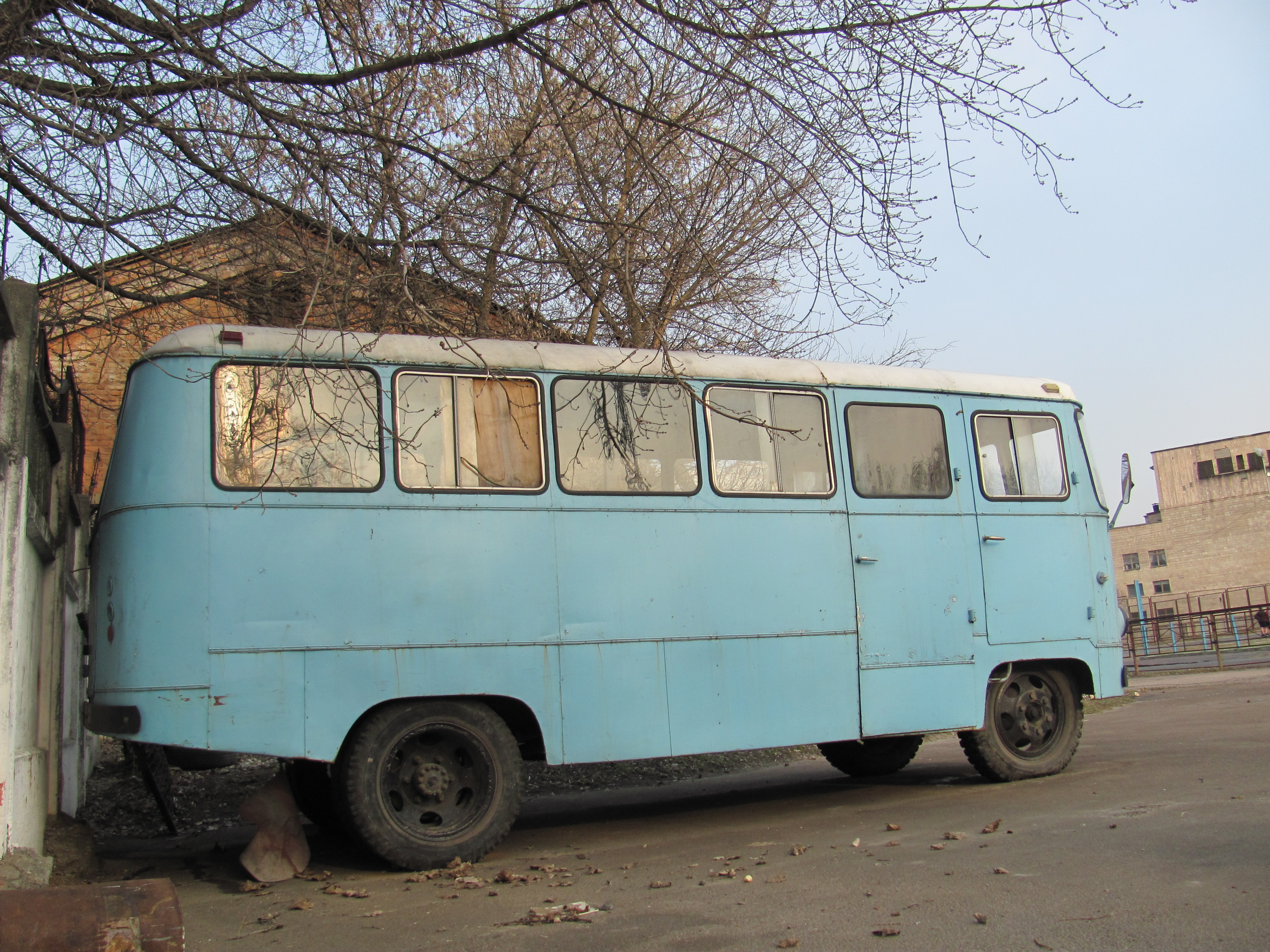
АСЧ-03
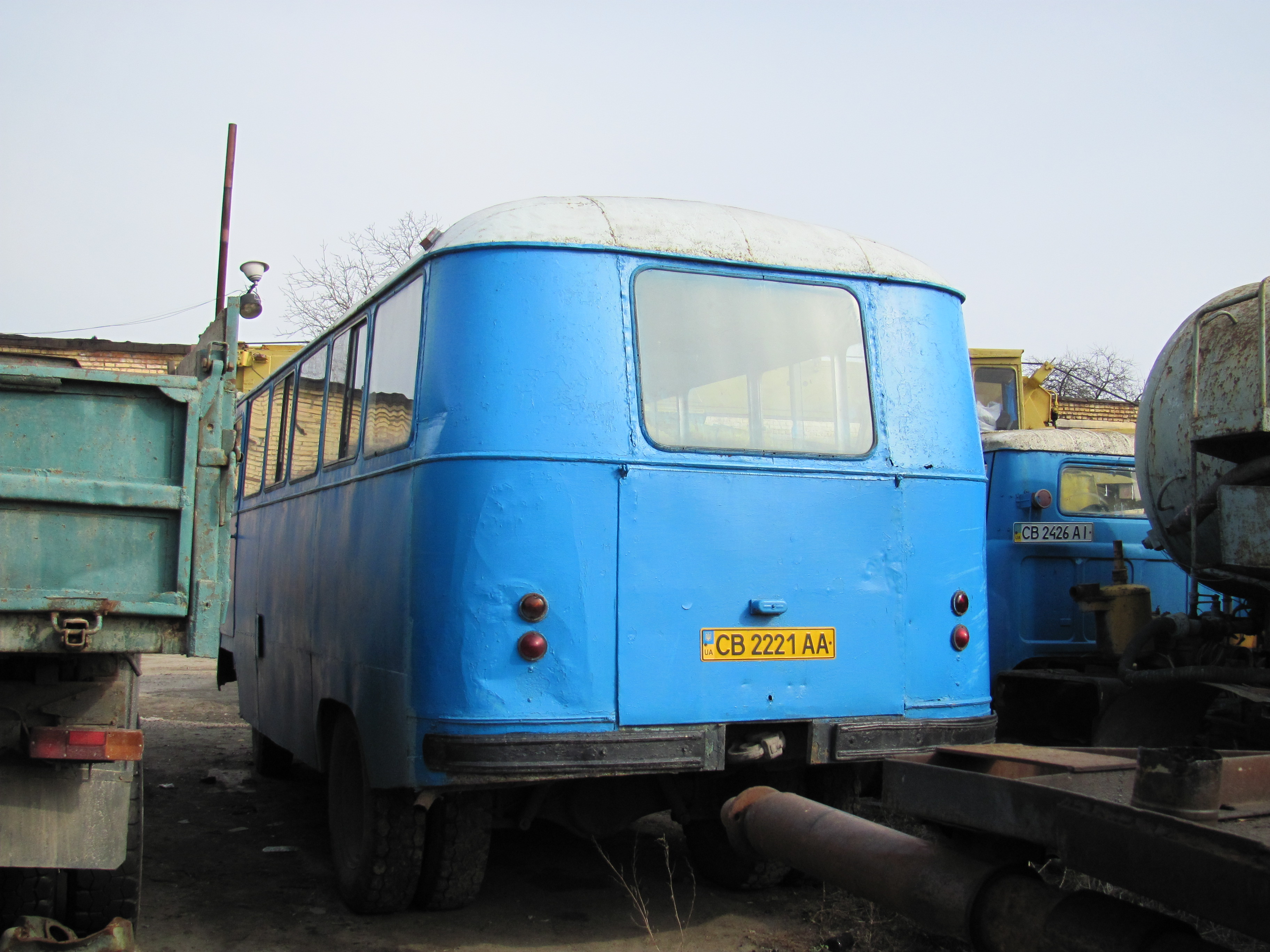
АСЧ-03 удешевленная модификация (с одним задним окном)
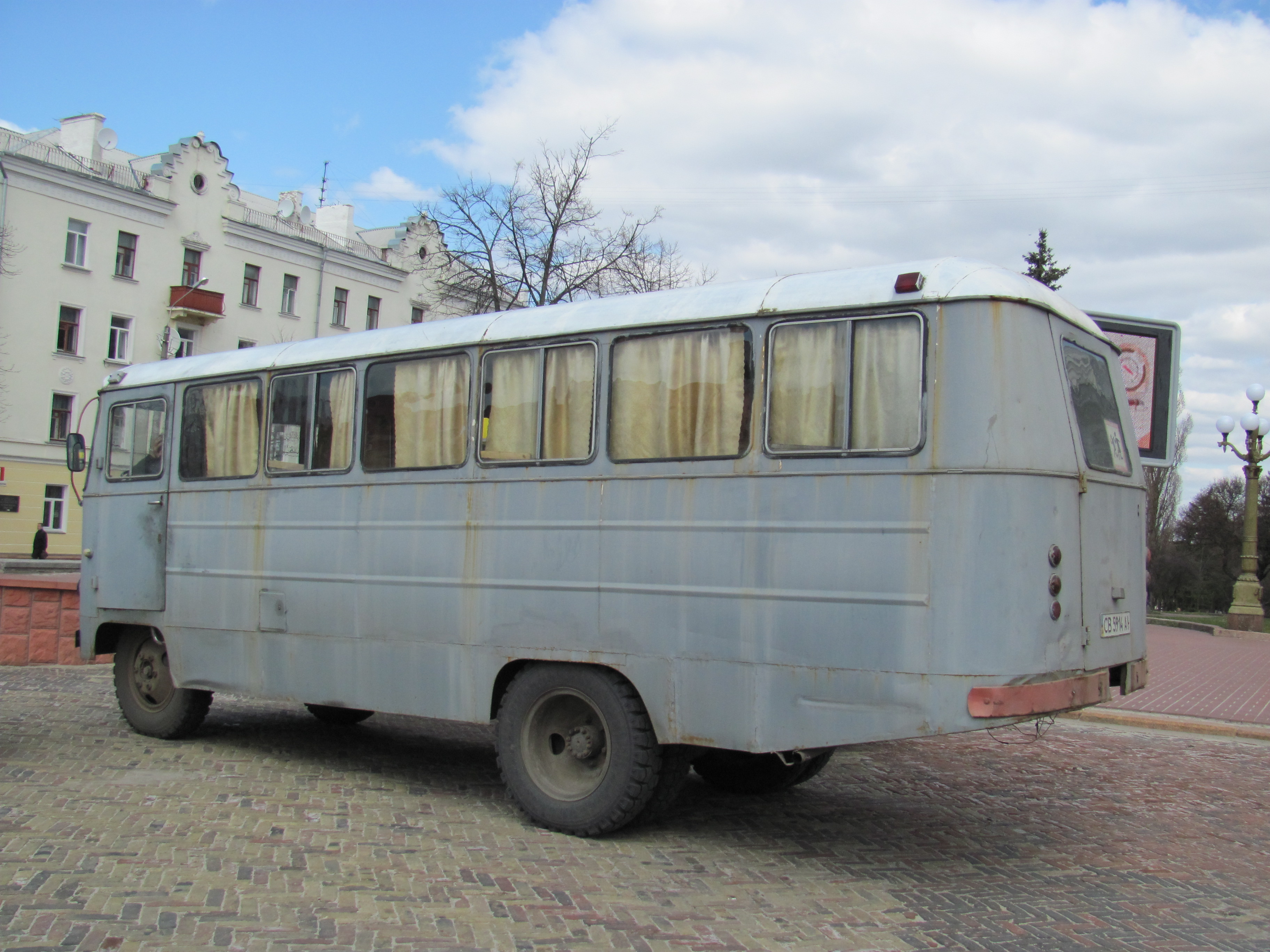
АСЧ-03 удлиненная модификация с гофрами по бокам
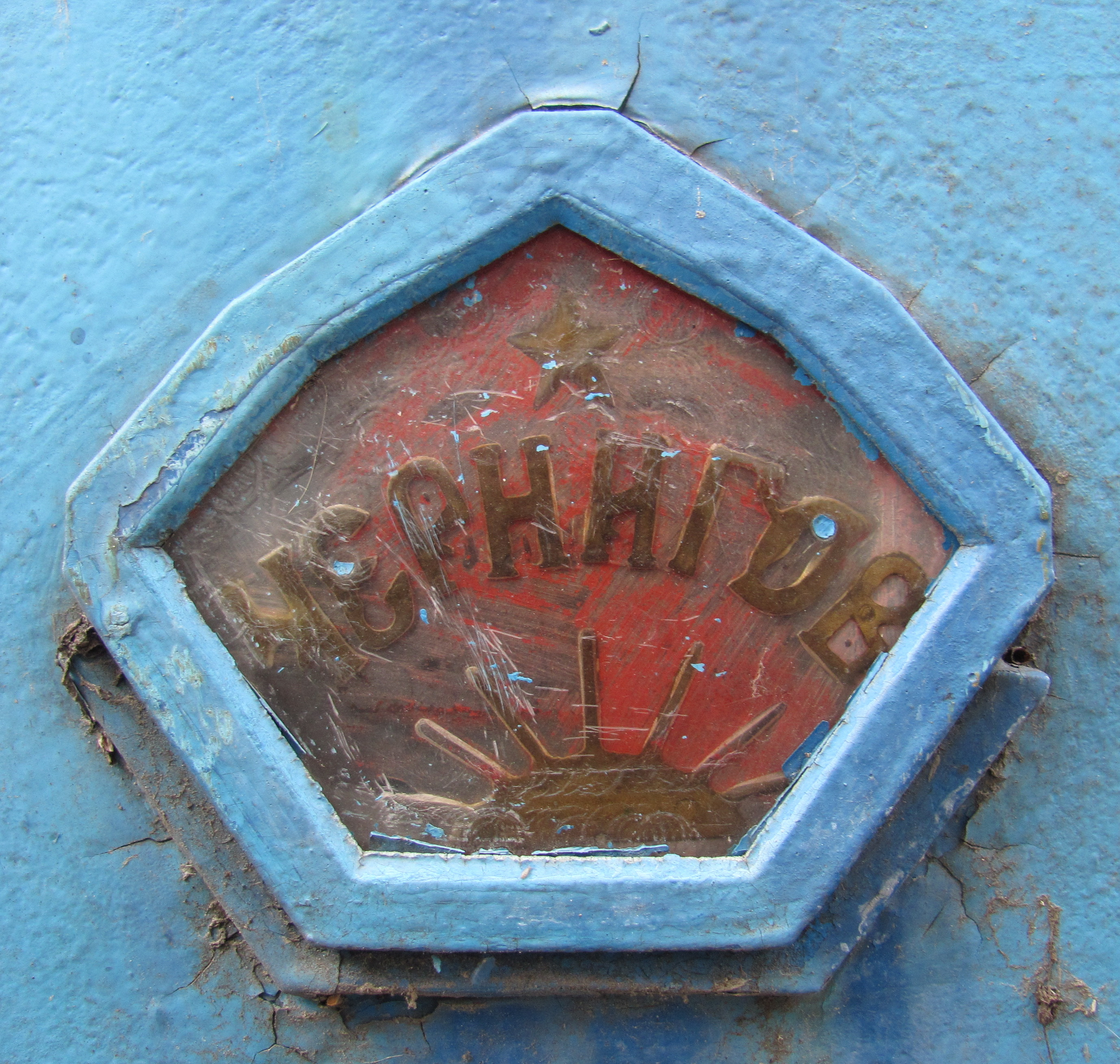
Логотип АСЧ-03
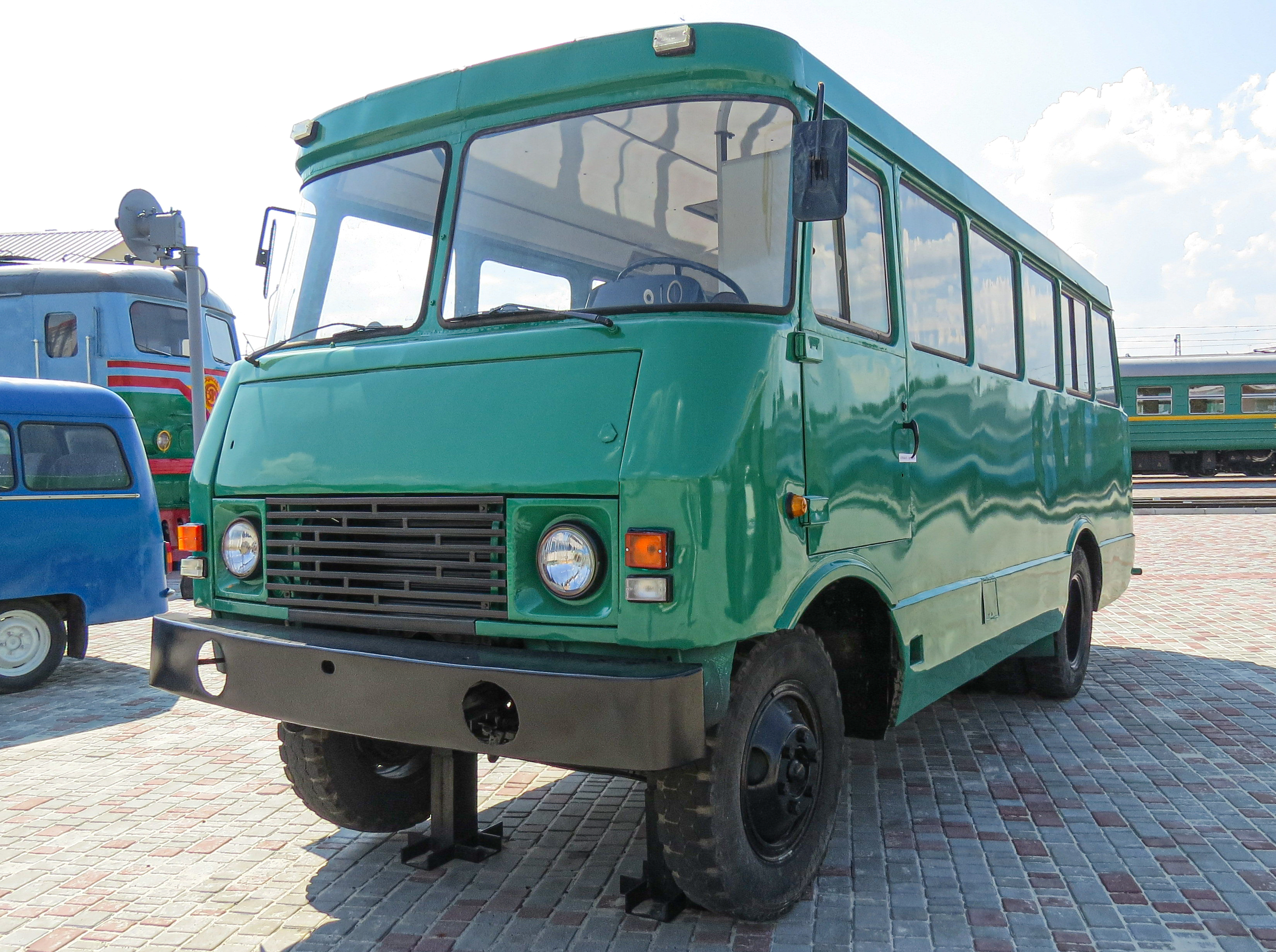
ТС-3965 - преемник автобуса АСЧ-03 на конвейере ЗЭЗТС